# 5 000 mètres masculin aux championnats du monde d'athlétisme 2003
Navigation
Edmonton 2001 Helsinki 2005
L'épreuve du 5 000 mètres masculin des championnats du monde d'athlétisme 2003 s'est déroulée les 28 et 31 août 2003 au Stade de France à Saint-Denis, en France. Elle est remportée par le Kényan Eliud Kipchoge.

## Résultats

### Finale
| Rang               | Athlète                   | Pays            | Temps          | Notes |
| ------------------ | ------------------------- | --------------- | -------------- | ----- |
| Médaille d'or      | Eliud Kipchoge            | Kenya           | 12 min 52 s 79 | CR    |
| Médaille d'argent  | Hicham El Guerrouj        | Maroc           | 12 min 52 s 83 |       |
| Médaille de bronze | Kenenisa Bekele           | Éthiopie        | 12 min 53 s 12 |       |
| 4                  | John Kibowen              | Kenya           | 12 min 54 s 07 | PB    |
| 5                  | Abraham Chebii            | Kenya           | 12 min 57 s 74 |       |
| 6                  | Gebregziabher Gebremariam | Éthiopie        | 12 min 58 s 08 | PB    |
| 7                  | Richard Limo              | Kenya           | 13 min 01 s 13 | SB    |
| 8                  | Zersenay Tadese           | Érythrée        | 13 min 05 s 57 | NR    |
| 9                  | Juan Carlos de la Ossa    | Espagne         | 13 min 21 s 04 |       |
| 10                 | Abderrahim Goumri         | Maroc           | 13 min 23 s 67 |       |
| 11                 | Abiyote Abate             | Éthiopie        | 13 min 23 s 81 |       |
| 12                 | Alejandro Suárez          | Mexique         | 13 min 24 s 51 |       |
| 13                 | Christian Belz            | Suisse          | 13 min 26 s 02 |       |
| 14                 | Moukheld Al-Outaibi       | Arabie saoudite | 13 min 38 s 92 |       |
| 15                 | Jorge Torres              | États-Unis      | 13 min 43 s 37 |       |

## Légende
Records et Performances
- AR : Record continental (area record)
- CR : Record des championnats (championship record)
- MR : Record du meeting (meet record)
- NR : Record national (national record)
- OR : Record olympique (olympic record)
- PR : Record paralympique (paralympic record)
- PB : Record personnel (personal best)
- SB : Meilleure performance personnelle de la saison (season's best)
- WL : Meilleure performance mondiale de l'année (world leader)
- WJR : Record du monde junior (world junior record)
- WR : Record du monde (world record)

Circonstances et Conditions
- DNF : N'a pas terminé (did not finish)
- DNS : N'a pas pris le départ (did not start)
- DQ : Disqualification (disqualification)
- NM : Aucun essai valable enregistré (No Mark)
- Q : Qualifié « directement » au prochain tour (ou à la prochaine compétition), lors d'une compétition majeure, grâce au classement ou à la réalisation des minima (automatic qualifier)
- q : Qualifié au prochain tour (ou à la prochaine compétition), lors d'une compétition majeure, grâce au repêchage ou à la réalisation de l'une des meilleures performances parmi celles des « non qualifiés directement » (grâce au meilleur temps ou à la meilleure distance par exemple) (secondary qualifier)